# Musta Paraati
Musta Paraati var en finländsk rockgrupp, som i många sammanhang omnämns som Finlands första egentliga goth rock-band. Gruppen var aktiv mellan 1981 och 1985 och gav under den tiden ut två skivor. Dess popularitet sjönk i och med den andra skivan, efter att bandet genomgått stora medlemsförändringar. På senare år har en stor kultrörelse bildats kring Musta Paraati, och stora summor betalas i dag för originalskivorna. Gruppens namn betyder "Den Svarta Paraden". 

## Biografi

### London-influenser 1981
Gruppen Musta Paraati föddes ur den finländska punkvågen. Sångaren Jorma "Jore" Vastelin och trummisen Yrjö "Ykä" Knuutila spelade i punkgruppen 000, och basisten Pasi "Panda" Nikander hade flera olika band, bland annat det beryktade Pohjanoteeraus, som trots flera i dag namnstarka medlemmar aldrig lyckades spela in någon skiva. På de första träningarna var det den senare kulturpersonligheten General Njassa (Jyrki Jantunen) som sjöng. 
Under ledning av Panda Nikander företogs år 1981 en resa till London, som skulle bli avgörande för den finländska new wave-scenen. I London upptäckte punkarna synthrocken i form av Joy Division och Killing Joke. Hemma i Helsingfors åkte sedan irokes-frisyrerna bort och ersattes av tuperade frisyrer, lädret och nitarna byttes mot svarta uniformer. Musikaliskt lät också det nyfödda Musta Paraati snarare som sina brittiska kusiner, med långsamma, synthbetonade och depressiva melodier, jämfört med den brutala finländska hardcore-punken. General Njassa beskrev i en intervju den svarta paradens musik som ”ett letande efter psykotisk trans”. 

### Den första och andra inkarnationen 1981-1983
General Njassa lämnade gruppen redan innan den första spelningen på legendariska rockklubben Lepakko i Helsingfors. Bandet spelade där som förband åt punkgruppen Päät. På samma konsert spelades också Musta Paraatis första demokassett in. Här spelade: Jore Vastelin: gitarr och sång, Panda Nikander: bas, Jari Kääriänen: keyboards och Ykä Knuutila: trummor. På hösten 1982 spelade den första singeln in, och strax efter det tog Saku Paasinen över gitarren, så Vastelin fick koncentrera sig på att sjunga. 
Debut-LP:n Peilitalossa (I Spegelhuset) spelades in 1983 och producerades av Jimi Sumén (Classix Nouveaux, m.m,). Strax efter att skivan släppts till påsk samma år stack Vastelin från gruppen på grund av inre stridigheter. Han ersattes av den allra första sångaren General Njassa. Enligt legenden skulle Njassa egentligen bara tura för Vastelin på ett fotografi till ett tidningsomslag, men han blev sedan åter medlem av bandet. 
Skivan Peilitalossa valdes samma år till Årets album i den uppskattade branschtidningen Rumba, som också satte bandet på pärmen i början av året. Musta Paraati blev snabbt ett av Finlands mest uppskattade band och spelade flitigt på festivaler runtom i landet sommaren 1983. På våren släpptes också en ny singel, nu alltså med General Njassa på sång.

### Problem, nystart
På våren 1984 började Musta Paraati spela in uppföljaren till Peilitalossa, och fick också en del material på burk. Men sen började det knaka i leden. Ykä Knuutila hoppade av för att koncentrera sig på studierna. General Njassa och Jari Kääriäinen ville föra gruppen mot ett mer psykedeliskt håll, vilket skapade mycket gräl. Njassa skapade också osämja på grund av att hade svårt att få ihop lyrik till sångerna. Till slut ledde det till att Njassa och Kääriäinen hoppade av, och gruppen låg en kort tid i limbo. 
Epe Kronholm (ex-Lama) räddade ändå situationen då han tog över sången i bandet. Efter ett kort gästspel av "Taxi-Gabi" Hakanen, togs Sande Vettenranta in på trummor. En ny singel släpptes inför goda recensioner, trots att gruppen vid tidpunkten inte hade en keyboardist. 
I och med att Kronholm och Vettenranta tagits med, blev också soundet rockigare och synthen allt mer marginell – det här trots att Jesu Hämäläinen (ex-Hanoi Rocks. Ex-Pelle Miljoona Oy) togs med i gruppen. Den största förändringen skedde ändå på det lyriska planet. Där Jore Vastelins texter hade något speciellt och intensivt, cirkulerade det nya bandets alster främst runt fylla/baksmälla-axeln. Det här märkte också fansen då den nya skivan Käärmeet (Ormarna) släpptes 1984, och den nådde varken samma kritikermässiga eller kommersiella framgång som debut-LP:n. Enligt vissa källor skulle gruppen redan ha varit på splittringens brant under inspelningen av skivan, men i början av 1985 var den åtminstone ett faktum. 

### Arvet efter Musta Paraati
Efter Musta Paraati medverkade medlemmarna ännu i ett flertal orkestrar. Panda Nikander och General Njassa är båda välkända musik- och mediapersonligheter i Finland och får ofta agera experter på den finländska punk- och new wave-scenen. 
Under 80-talet såldes Musta Paraatis skivor bort på realisationsförsäljning, men i och med den allt dystrare och angstigare musikvärlden som trädde fram i början på 90-talet, började gruppen få ett allt större kult-värde, och vinylerna steg i pris på samlarbörsen. Ett viktigt steg var också reunionkonserter 1993, som hölls till minne av den nyss avlidne Jore Vastelin. 
År 2001 släpptes debut-LP:n på CD, kryddad med tio bonuslåtar. I samband med skivsläppet hölls också en stort aviserad tributkonsert på rockklubben Tavastia. Där medverkade musiker som inspirerats av Musta Paraati, bland annat Ville Valo och trummisen Kaasu från HIM, sångaren Herra Ylppö från Maj Karman Kauniit Kuvat och gitarristen Puka Oinonen från Nights of Iguana. 
Skivan Peilitalossa har röstats fram som den 26:e bästa finländska rockskivan i historien i tidningen Rumba.

## Medlemmar
1981
- General Njassa – sång
- Saku Paasinen – gitarr
- Pasi "Panda" Nikander – bas
- Jari Kääriäinen - keyboards
- Yrjö "Ykä" Knuutila – trummor

1981 - 1983
- Jore Vastelin – sång
- Saku Paasinen – gitarr
- Pasi "Panda" Nikander – bas
- Jari Kääriäinen - keyboards
- Yrjö "Ykä" Knuutila – trummor

1983-1985
- Eepe Kronholm – sång
- Saku Paasinen – gitarr
- Pasi "Panda" Nikander – bas
- Jesu Hämäläinen - keyboards
- Sande Vettenranta – trummor

## Diskografi
- Romanssi/Kädet (7") (1982)
- Peilitalossa (1983, utgiven som CD 2001)
- Johtaja/Jää (7") (1983)
- Myrsky Nousee/Punainen Salama (7") (1984)
- Käärmeet (1984)